# Данијел Газдаг
Данијел Газдаг (мађ. Gazdag Dániel; Њиређхаза, 2. март 1996) је мађарски професионални фудбалер који игра на позицији везног фудбалера Филаделфијског савеза фудбалске лиге и репрезентације Мађарске.

## Клупска каријера

### Филаделфија
У мају 2021. Газдаг је потписала Филаделфијска унија фудбалске Мајџор лиге. Његов двогодишњи уговор укључује клупску опцију за трећу и четврту годину за непознату цену трансфера, наводно око 1,8 милиона долара. Дана 23. маја, дебитовао је у Унији као замена у победи од 1 : 0 против Ди-Си јунајтеда. Постигао је 4 гола у сезони 2021. Дана 23. јула 2022, Газдаг је постигао свој десети гол у сезони за Филаделфију јунион, чиме је учврстио његов статус најбољег стрелца Јуније. Дана 27. августа 2022. постигао је свој први хет трик у каријери у утакмици Јуниона против Колорадо рапидса, постигавши свој шеснаести гол у МЛС сезони. Ово га је довело до највишег ранга (другог) међу најбољим стрелцима у МЛС-у.

## Репрезентација
Газдаг је за репрезентацију Мађарске дебитовао 5. септембра 2019. у пријатељској утакмици против Црне Горе, као стартер.
Свој први гол постигао је против Андоре 31. марта 2021.
Дана 1. јуна 2021, Газдаг је укључен у коначну екипу од 26 играча који су представљали Мађарску на поново заказаном УЕФА Еуро 2020 турниру. Мађарска је 14. јуна 2022. победила Енглеску са 4 : 0 у УЕФА Лиги нација; Газдаг је постигао четврти гол за своју екипу.
Он је у интервјуу за Немзети Спорт рекао да ће играти против Шпаније на УЕФА Евро 2024. године.